# 蘇普拉希爾河

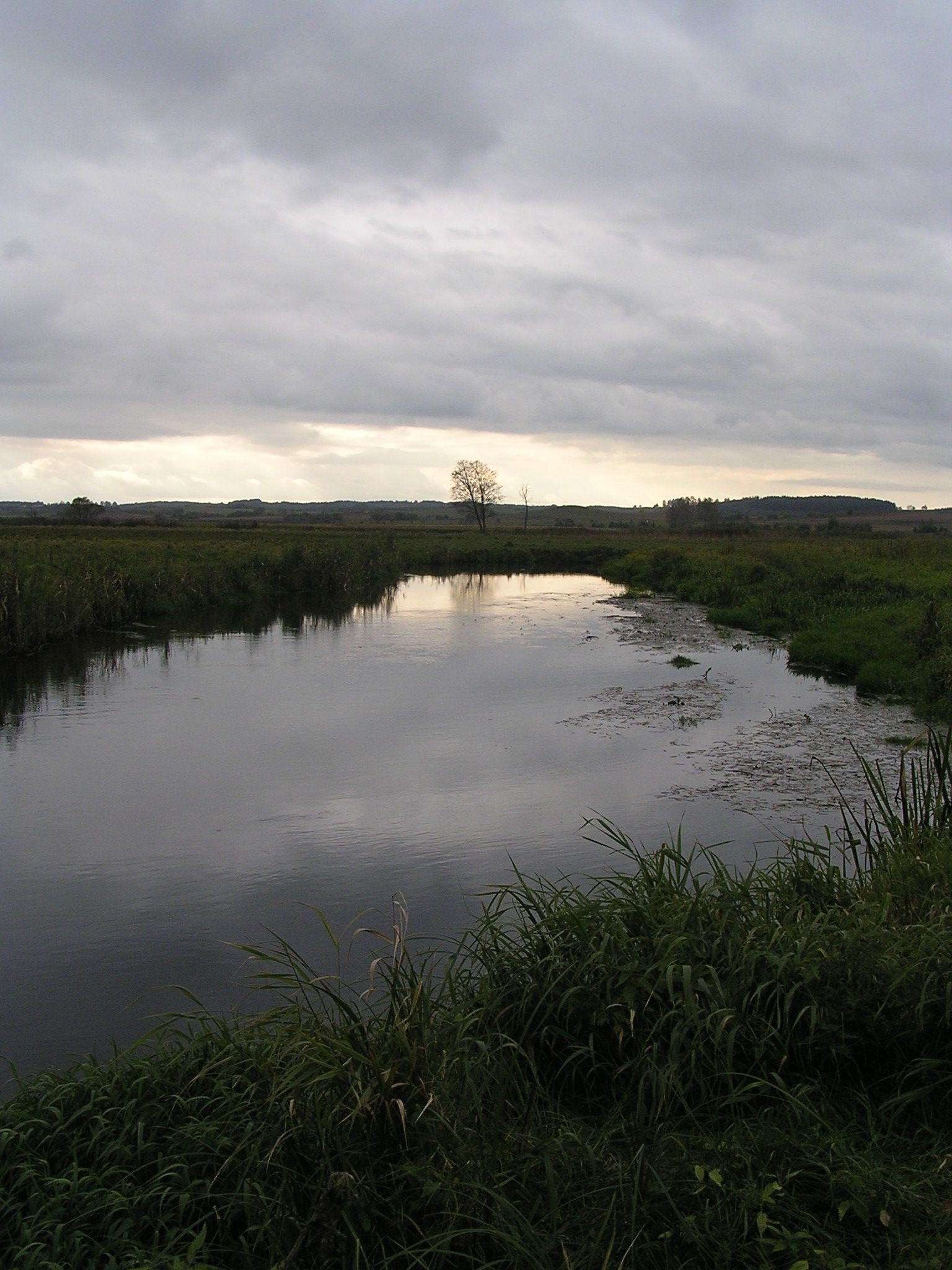

蘇普拉希爾河是波蘭的河流，位於該國東部，屬於納雷夫河的支流，是波德拉謝省首府比亞韋斯托克食用水的來源，河道全長93.8公里，流域面積1,844.4平方公里。